# Serixia latitarsis
Serixia latitarsis là một loài bọ cánh cứng trong họ Cerambycidae.